# Салтыково (Саратовская область)

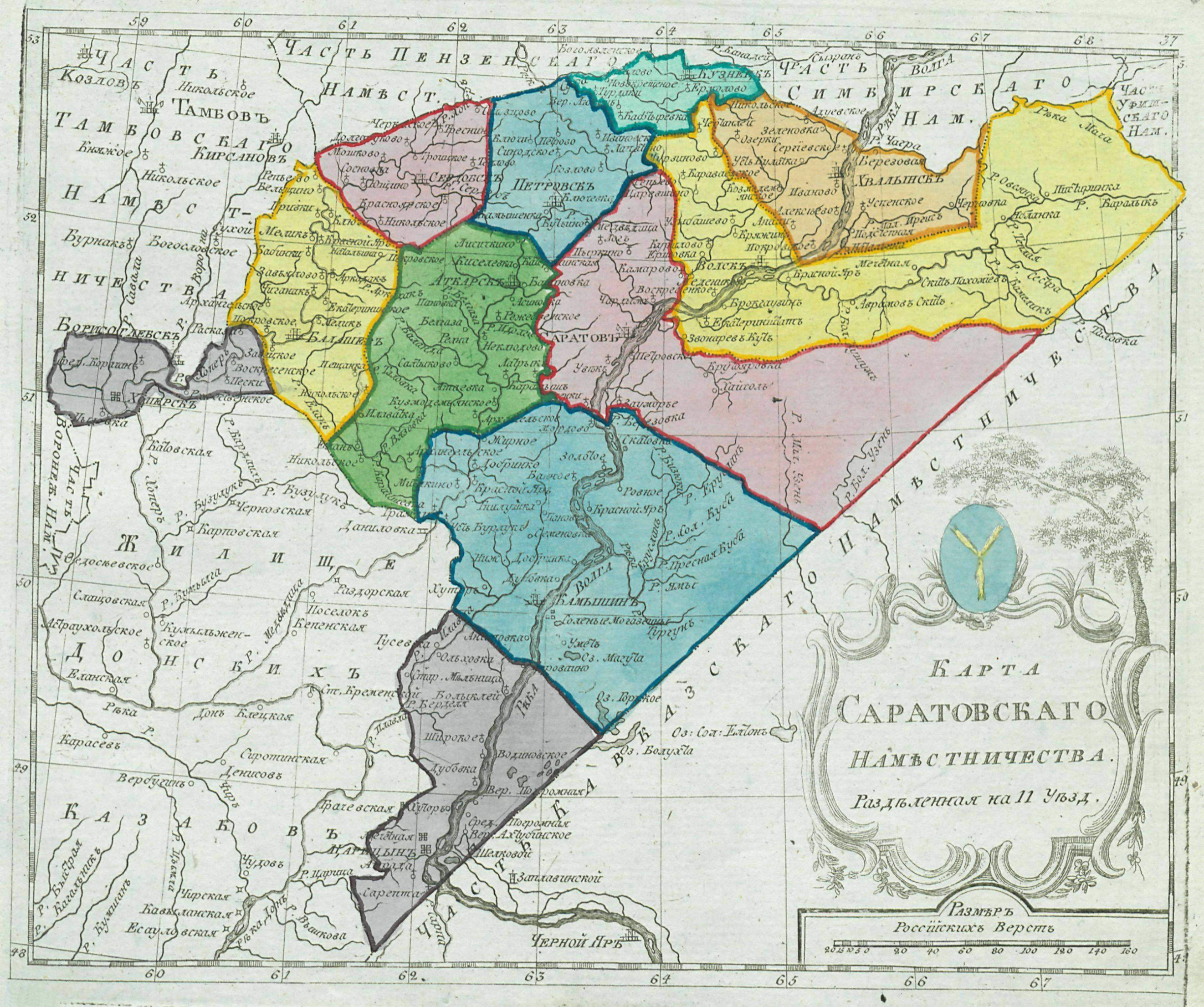
Салтыково в Аткарском уезде (зелёный цвет), на карте Саратовского наместничества, в 1792 году.

Салтыково — село в Калининском районе Саратовской области России.
Село входит в состав Симоновского муниципального образования. Основано в первой половине XVIII века, входило в состав Аткарского уезда Саратовского наместничества, позже губернии.

## География
Населённый пункт находится в центрально-южной части Саратовского Правобережья, в пределах Окско-Донской равнины, в степной зоне, на берегах реки Баланды, на расстоянии примерно 9 километров (по прямой) к юго-востоку от города Калининска. Абсолютная высота — 133 метра над уровнем моря.
Климат
Климат характеризуется как умеренно континентальный с холодной малоснежной зимой и сухим жарким летом. Среднегодовая температура воздуха — 4,1 — 4,5 °C. Средняя многолетняя температура самого холодного месяца (января) составляет −12,6 — −12,1 °С (абсолютный минимум — −41 °С), температура самого тёплого (июля) — 20,8 — 21,4 °С (абсолютный максимум — 40 °С). Среднегодовое количество атмосферных осадков — 375—450 мм, из которых более половины (200—260 мм) выпадает в период с апреля по октябрь. Снежный покров держится в среднем 142 дня в году.
Часовой пояс
Село Салтыково, как и вся Саратовская область, находится в часовой зоне МСК+1. Смещение применяемого времени относительно UTC составляет +4:00.

## Население
| 2002 | 2010 |
| ---- | ---- |
| 308  | ↘239 |

Гендерный состав
По данным Всероссийской переписи населения 2010 года в гендерной структуре населения мужчины составляли 43,9 %, женщины — соответственно 56,1 %.
Национальный состав
Согласно результатам переписи 2002 года, в национальной структуре населения русские составляли 90 % из 308 чел.

### Известные жители
- Дыхнов, Николай Васильевич (1919—1991) — первый секретарь Алма-Атинского промышленного обкома КП Казахстана.